# Хамар
Хамар (норв. Hamar) — город и коммуна в Норвегии, административный центр фюльке (провинции) Хедмарк. Расположен в юго-восточной части страны недалеко от границы со Швецией. Численность населения составляет 27 593 человек (на 2006 год).

## История
Хамар был основан в 1152 году как центр епископства. Хамар — единственный средневековый город в Норвегии вне её прибрежной полосы. Вплоть до конца XVI столетия Хамар являлся одним из крупнейших городов страны. В 1537 году он был захвачен датчанами, упразднившими здесь католическое епископство. В 1567 на город напали шведы, разрушившие в Хамаре городской собор, после чего большинство жителей покинули город. В 1587 году королевским указом в Хамаре закрылся рынок, и Хамар вплоть до 1849 года потерял городской статус. Во второй половине XIX века Хамар, являясь центром Хедмарка, интенсивно развивался.
В 1896 году в городе Хамар был открыт Норвежский железнодорожный музей — национальный музей железнодорожного транспорта Норвегии.
В 1994 году в соседнем с Хамаром Лиллехаммере проводились зимние Олимпийские игры; состязания по некоторым видам спорта прошли также в Хамаре (по конькобежному спорту и фигурному катанию).
В 1994 году в Хамаре открылся университет.
В 1999 году в Хамаре совместно с Осло и Лиллехаммером проходил чемпионат мира по хоккею.
В 2002 году в Хамаре прошёл чемпионат мира по фигурному катанию среди юниоров.

## Известные уроженцы
- Брандт, Рут — норвежская и немецкая писательница, вторая супруга федерального канцлера Вилли Брандта.
- Бровольд, Туре  — норвежский стрелок, член национальной сборной. Серебряный призёр летних Олимпийских игр в Пекине [1], участник Олимпийских игр в Афинах.
- Даниельсен, Эгиль — норвежский легкоатлет, олимпийский чемпион.
- Педерсен, Маркус — норвежский футболист, нападающий сборной Норвегии.
- Педерсен, Хильде  — норвежская лыжница, олимпийский чемпион.
- Сёрсдал, Сверре — норвежский боксёр, призёр Олимпийских игр.
- Торесен, Патрик — норвежский хоккеист, игрок сборной Норвегии.
- Флагстад, Кирстен — норвежская оперная певица-сопрано. Признана одной из величайших исполнительниц партий в музыкальных драмах Вагнера.
- Эвенсму, Сигурд — норвежский прозаик, драматург, сценарист, журналист, критик и публицист.
- Алиса Дальбю — мисс Норвегия 2014 года.

## Города-побратимы
- Грейфсвальд, Германия
- Виборг, Дания
- Кармиэль, Израиль
- Лунд, Швеция
- Фарго, США
- Порвоо, Финляндия
- Дальвик, Исландия
- Хан-Юнис, Государство Палестина